# Diario a tres voces
Diario a tres voces es un documental mexicano estrenado en noviembre de 2012. Dirigido y escrito por Otilia Portillo Padua, el documental fue exhibido en importantes eventos como el Festival Internacional de Cine de Morelia, en la Gira de Documentales Ambulante y el Festival South by Southwest, donde fue nominada al Premio de la Audiencia.

## Sinopsis
Este documental describe las experiencias amorosas de tres mujeres de diferentes generaciones. Cada una de ellas se encarga de relatar su vida sentimental, exhibiendo los objetos que han marcado el devenir de sus amores.